# The Elder Scrolls III: Morrowind
The Elder Scrolls III: Morrowind este un joc de rol singleplayer dezvoltat de Bethesda Game Studios, și publicat de Bethesda Softworks și Ubisoft. Este a treia parte în seria de jocuri video The Elder Scrolls, urmând The Elder Scrolls II: Daggerfall, și precedând The Elder Scrolls IV: Oblivion. Jocul a fost lansat în America de Nord în 2002 pentru Microsoft Windows și Xbox. Bine primit public și critic, cu peste 4 milioane de vânzari și peste 60 de premii (incluzand Jocul Anului), jocul a primit două expansiuni: Tribunal și Bloodmoon. După un timp, jocul și cele 3 expansiuni au fost incluse într-un set numit Morrowind: Game of the Year Edtition, care a început sa se vândă în 30 octombrie 2003, pentru Microsoft Windows si Xbox. 
Povestea se petrece în Vvardenfell, o insulă în provincia Morrowind a Dunmer-ilor, care este în imperiul Tamriel-ului și este departe de locurile mai civilizate din vest și sud tipice jocurilor Daggerfall și Arena. Povestea principală se leagă de deitatea Dagoth Ur, găzduit în cadrul vulcanic Red Mountain, care caută să devină mai puternic și să elibereze provincia Morrowind de sub stăpânirea Imperial-ilor. Morrowind a fost creat cu un final deschis în minte și cu mai puțin accent pe povestea principală decât predecesorii lui. Această alegere a primit recenzii mixte în jurnalism, deși aceste sentimente au fost astâmpărate de aprecierea criticilor a lumii expansive și detaliate din Morrowind.

## Subiect
Acțiunea se petrece pe insula Vvardenfell, o parte din provincia Morrowind. Jucătorul își începe povestea pe un vas ce se oprește în orașul Seyda Neen. Este dezvăluit că protagonistul era ținut captiv o vreme până este chemat de către împăratul Uriel Septim. După ce este eliberat, jucătorul este trimis la Caius Cosades, un ofițer din cadrul organizației „Blades” ce este instiuit să îl antreneze pe protagonist.
Caius îl trimite pe jucător după informații despre Casa a Șasea (Sixth House) și activitățile lor. Protagonistul află că Dagoth Ur este cel care orchestrează acestea, însă înainte de a îl înfrunta, jucătorul trebuie să îndeplinească mai multe profeții cunoscute de nomazii Ashlanders. După ce îndeplinește aceste profeții, protagonistul ajunge în Vivec, pentru a vorbi cu zeul ocrotitor (cu același nume) al orașului.
Împreună cu Vivec, jucătorul planuiește asaltul asupra citadelei lui Dagoth Ur ce se află în centrul Muntelui Roșu (Red Mountain). Odată ajuns acolo, protagonistul discută cu Dagoth Ur. Acesta însă încearcă să îl determine pe jucător să i se alăture.

## Gameplay

### Crearea caracterului
Morrowind începe cu personajul jucătorului ținut captiv, ce ajunge în Morrowind la bordul unui vas. Este dezvălui că personajul va fi eliberat, însă înainte de acest lucru, el este chestionat de un prizonier, un ofițer și un birocrat, evenimente ce țin locul unui tutorial și procesul de creare propriu-zis. Astfel jucătorul își poate alege un nume, o rasă, gen, clasă și un birthsign (un semn ce guvernează o parte din abilități).  
Atunci când se întâlnește cu birocratul, jucătorul poate alege între a-i da informațiile el însuși sau a completa un chestionar a cărui rezultat îi va oferi abilitățile ce i se potrivesc personajului.

### Sistemul de abilități
Jucătorul își poate dezvolta abilitățile prin antrenament fizic (singur, sau cu ajutorul altui personaj) sau prin studiul cărților răspandite prin Vvanderfell. Antrenamentul fizic se referă la repetarea unei sarcini asociate unei abilități, ce dezvoltă treptat acea abilitate. 
La fel ca și predecesorul său, Daggerfall, Morrowind face distincția între abilitate (skill) și calitate {attribute}. De fiecare dată când jucătorul reușește să treacă la un alt nivel (level up), acesta poate alege trei calități pe care le vrea amplificate. Pentru a trece la un nou nivel, jucătorul trebuie să-și exerseze zece abilități majore (major skills). 
Abilitatea de a folosi diferite arme afectează șansa personajului de a lovi un inamic cu succes. Alte abilități (alchimia, starea fizică, lockpicking) afectează alte acțiuni precum crearea poțiunilor, alergatul și capacitatea de a deschide uși și cufere închise.

## Design
În stilul celorlalte jocuri Elder Scrolls, Morrowind creează o lume fără bariere ce ar putea restricționa jucătorul. Designerul Ken Rolston a menționat că unul dintre elementele prin care seria se detașează de alte RPG-uri este libertatea, experiența de a călători oriunde pe hartă.
Pe lângă quest-ul principal, Morrowind oferă și o multitudine de misiuni ce pot fi accesate în orice moment. Există o varietate de organizații religioase și facțiuni din care jucătorul poate face parte. Rolston a mai menționat că în Morrowind jucătorul este cel care decide ce fel de personaj vrea să își construiască, iar că jocul propriu-zis nu îl va forța niciodată să meargă pe o cărare pe care nu o dorește.
Morrowind are loc în Vvardenfell, insula rasei Dunmer, ce arată foarte diferit de regiunile tipic europene înfățișate în Daggerfall și Arena. Pe lângă grafica îmbunătățită, una dintre cele mai importante diferențe dintre Morrowind și celelalte jocuri din serie o reprezintă mărimea mai redusă a hărții.
Deși în Arena jucătorul putea explora toată regiunea Tamriel-ului, iar în Daggerfall porțiuni massive din Tamriel, Hammerfell și High Rock, Morrowind include regiuni mai mici din insula Vvardenfell. Acest lucru a rezultat din decizia dezvoltătorilor de a se concentra pe o porțiune mai mică de teren, dar detaliată și variată.

## Audio
Coloana sonoră a jocului este compusă de Jeremy Soule, compositor care a primit laude pentru soundtrack-urile pentru Total Annihilation și jocul Icewind Dale. GameSpot și GameSpy au criticat lungimea coloanei sonore dar au lăudat calitatea producției.
În 2003, Morrowind a fost nominalizat pentru categoria „Outstanding Achievement in Original Music Composition”, însă a pierdut în favoarea jocului Medal Of Honor: Frontline.

## Pachete de expansiune

### The Elder Scrolls III: Tribunal
Tribunal are loc în orașul Mournhold, capitala Morrowind-ului. În loc de modificarea directă a lumii jocului, orașul Mournhold este accesibil numai prin teleportare. O îmbunătățire majoră adusă de joc este modificarea jurnalului. Astfel, jucătorul poate să își sorteze și acceseze quest-urile alfabetic. Un alt detaliu de remarcat este introducerea Muzeului de Artefacte.   

### The Elder Scrolls III: Bloodmoon
Spre deosebire de prima expansiune, Bloodmoon adaugă o nouă insulă pe harta jocului: o regiune înzăpezită numită Solstheim. În loc de rasa Dunmer ce populează insula Vvardenfell, Solstheim este locuită în mare de rasa Nord ce trăiesc în Skyrim. Pachetul adaugă noi inamici, șansa jucătorului de a se alătura companiei East Empire și posibilitatea de a deveni un vârcolac (werewolf). Bloodmoon adaugă și împrejurimi mult mai detaliate și ninsoare, fapt ce (la momentul lansării) putea solicita placa video.